# Panzer-Brigade 105
Die Panzer-Brigade 105 war während des Zweiten Weltkriegs ein gepanzerter Kampfverband der Wehrmacht.

## Geschichte
Die Panzer-Brigade 105 wurde ab dem 24. Juli 1944 im Wehrkreis I auf dem Truppenübungsplatz Mielau in Ostpreußen aufgestellt. Hintergrund der Aufstellung war ein Befehl des OKH vom 18. Juli 1944 zur Neuaufstellung von 10 Panzerbrigaden.
Für die Aufstellung wurden die Reste der bei Bobruisk vernichteten 18. Panzergrenadier-Division herangezogen.
Am 31. August 1944 wurde die Brigade von Mielau nach Belgien verlegt und im September der 7. Armee an der Westfront unterstellt. Am 23. September 1944 wurde sie am Niederrhein aufgelöst und ihre Teileinheiten wurden zur Auffrischung der in der Normandie dezimierten 9. Panzer-Division verwendet.

## Gliederung
- Panzer-Abteilung 2105 mit vier Kompanien aus Wehrkreis XIII: wurde später zum II./Panzergrenadier-Regiment 10 der 8. Panzer-Division
- Panzergrenadier-Bataillon 2105 mit vier Kompanien aus den Resten der 18. Panzergrenadier-Division: wurde mit der Auflösung zum II./Panzergrenadier-Regiment 11 der 9. Panzer-Division
- Brigade-Einheiten 2105

## Kommandeur
- Major Heinrich Volker, nach der Auflösung der Brigade Kommandeur der Panzer-Brigade 107